# Lachnaia italica
Lachnaia italica là một loài bọ cánh cứng trong họ Chrysomelidae. Loài này được Weise miêu tả khoa học năm 1881.

## Hình ảnh

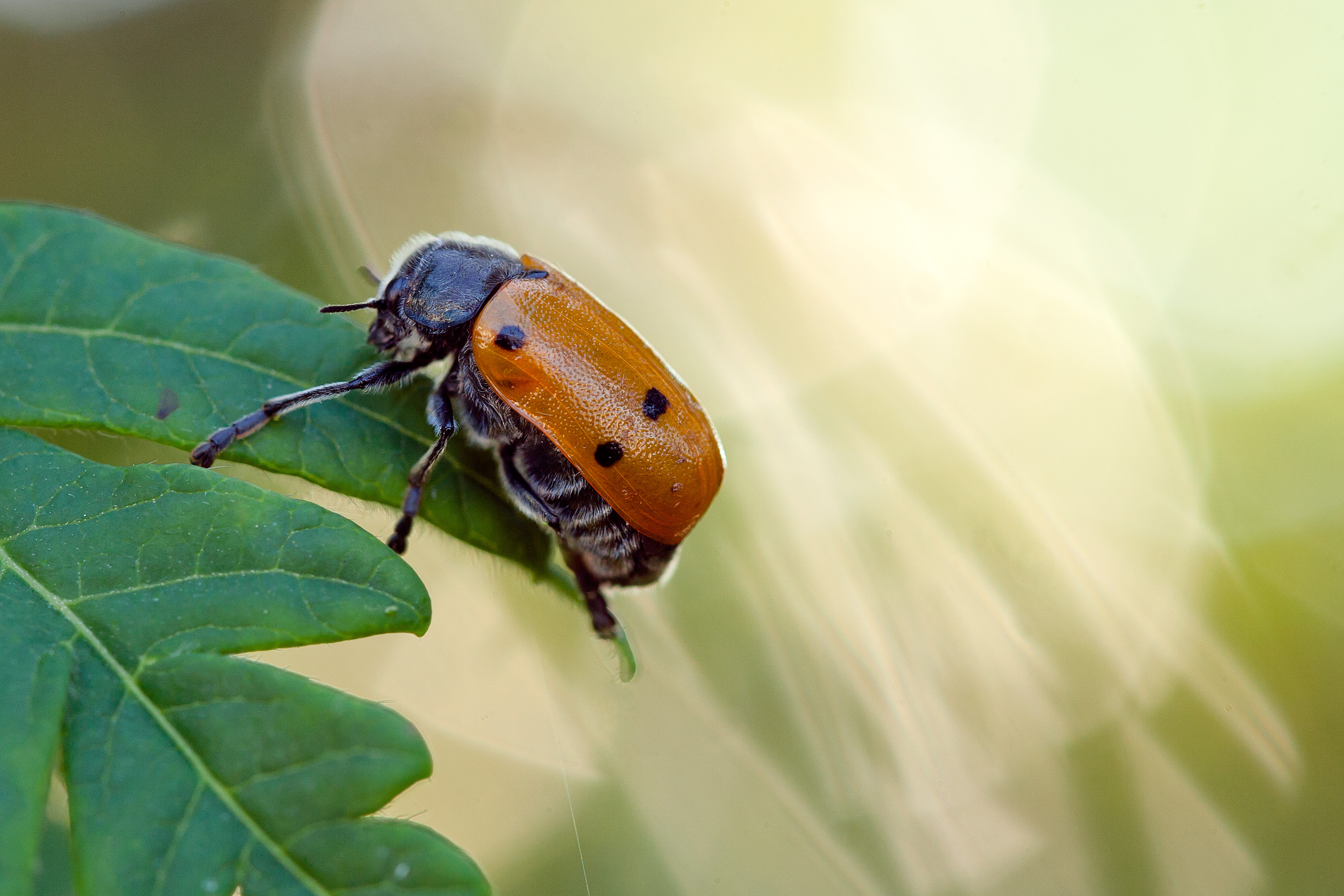